# 安德烈·帕夫洛维奇·基里连科
安德烈·帕夫洛維奇·基里連科（羅馬化：Andrey Pavlovich Kirilenko；1906年8月26日—1990年5月12日），蘇聯俄裔政治人物，原為設計工程師、飛機工程師，後來歷任蘇共中央政治局委員、蘇共中央書記處書記等職務，負責監督經濟計劃工作和人事工作。他在俄羅斯帝國沃羅涅日省阿列克謝耶夫卡出生，出身自工人階級，少年時期當過電氣技師、鎖匠和煤礦工人，並於1936年投身航空工業。他在1930年加入全聯盟共產黨（布爾什維克），其後參與黨務工作，於1962年出任蘇共中央俄羅斯聯邦局第一副主席，是從工業界崛起的黨政高層之一。尼基塔·赫魯曉夫被迫辭職之後，他在1965年當選蘇共中央政治局委員，成為列昂尼德·勃列日涅夫的「主將」。
他在勃列日涅夫在位期間兼任政治局委員和書記處書記，主管組織人事工作，對黨中央的經濟規劃工作也有鉅細無遺的監督權。有言基里連科的工作主要是為了鞏固勃列日涅夫的權力基礎，並在力所能及的情況下，鞏固勃列日涅夫在黨內的地位。1976年，勃列日涅夫等人擔心基里連科坐大，因此安排康斯坦丁·契爾年科擔任書記處書記，制衡基里連科。之後基里連科健康轉差，記憶力衰退，並於1982年勃列日涅夫死後，被新任總書記尤里·安德羅波夫驅逐出權力核心，離開政壇，在莫斯科度過余生。

## 早年生涯與事業
基里連科在1906年9月8日生於俄羅斯帝國沃羅涅日省阿列克謝耶夫卡（今屬別爾哥羅德州）某村莊，出身工人階級，年輕時當過電氣技師和鎖匠。他在1920年從當地一家學校畢業之後，入讀阿列克謝耶夫卡職業訓練學校，至5年後畢業。然後，他在1920年代中後期開始為沃羅涅日州一家煤礦企業工作。他在1929年加入蘇聯共青團，積極參與共青團事務，並於1931年加入全聯盟共產黨（布爾什維克）。1936年從雷賓斯克航空技術學院畢業後，他開始為扎波羅熱發動機廠擔任設計工程師。基里連科在1938年開始積極參加黨務工作，首先在1938年當選烏克蘭扎波羅熱州伏羅希洛夫區委第二書記，然後在1939年升任區委第一書記和州委第二書記，並在任職期間，為當地各種工業（包括冶金業和電機工程業）的建設作出了重要貢獻。
蘇德戰爭期間，工業設施要遷移到安全区，基里連科除了直接參與這項工作，還在1941年至1943年出任南方方面軍第18集团军軍委委員，出面整頓軍中紀律，改善部隊的作戰物資補給，並首次與未來的蘇聯領袖列昂尼德·勃列日涅夫共事。他在1943年調到莫斯科工作，見證先進飛機產量的急速提升，並於1944年戰事臨近尾聲之際，復任扎波羅熱州州委第二書記。1950年，他接替勃列日涅夫，出任第聶伯羅彼得羅夫斯克州委第一書記，1955年又調任斯維爾德洛夫斯克州州委第一書記，至1962年卸任。其後，基里連科先獲蘇聯領袖尼基塔·赫魯曉夫任命，主管經濟計劃工作，以及俄羅斯蘇維埃聯邦社會主義共和國城市地區的人事選拔工作，再升任蘇共中央俄羅斯聯邦局副主席（仍為赫魯曉夫下屬）。這時勃列日涅夫密謀推翻赫魯曉夫，於是利用他的職權，爭取其他人支持他，並從中得益。

## 勃列日涅夫時代

### 崛起
赫魯曉夫被推翻後，隨即形成「集體領導」體制，勃列日涅夫擔任蘇共中央第一書記，阿列克謝·柯西金擔任政府首腦，阿納斯塔斯·米高揚（1965年後為尼古拉·波德戈爾内）擔任國家元首。蘇共中央書記處書記米哈伊爾·蘇斯洛夫和基里連科也是該體制的成員。基里連科在1965年成為蘇共中央政治局的正式委員，並於1966年撤銷蘇共中央俄羅斯聯邦局後，成為勃列日涅夫的主將。蘇聯官員瓦季姆·梅德韋傑夫說過，基里連科主要關心的是怎樣維持、鞏固勃列日涅夫在蘇共的地位。這時，勃列日涅夫的效忠者也向基里連科效忠。
基里連科本來對人事選拔工作和經濟工作有鉅細無遺的監督權，但後來勃列日涅夫另一位老門生康斯坦丁·契爾年科在蘇聯政界崛起，並於1976年當選蘇共中央書記處書記，在蘇共中央制衡基里連科的實力，此後基里連科只負責監管經濟工作。1970年代中後期，基里連科的健康開始轉差，記憶力也逐漸衰退，但仍然擔任蘇共高層，並在蘇斯洛夫缺席時主持中央書記處會議。第一世界的代表把基里連科看作蘇共中央第二書記，因為他主管的工作以前是蘇共中央第二書記的職責。然而，他沒有當過第二書記，而蘇斯洛夫當過。和勃列日涅夫、蘇斯洛夫和費奧多爾·庫拉科夫一樣的是，基里連科長期兼任書記處書記和政治局委員。
至1976年，基里連科在黨內的地位已經壯大到令勃列日涅夫、蘇斯洛夫等人開始擔心他在俄羅斯蘇維埃聯邦社會主義共和國安插的黨羽。他的很多同事都認為，他的監督職責已經威脅到組織黨務工作部（蘇共中央負責監督民用經濟和軍事工業體系的部門）的地位。但是到同年年底，勃列日涅夫的地位變得更鞏固，而基里連科的影響地位則大幅減弱，這沒有鞏固集體領導體系，反倒是削弱了它。

### 後期事業及辭職
基里連科和柯西金一樣，支持經濟改革，希望藉此振興蘇聯停滯不前的經濟，因此他們身為蘇聯高級領導人的地位並不穩定。1977年，基里連科和勃列日涅夫的關係變得更加疏遠，有人認為這是因為蘇聯的經濟走勢疲弱，形勢日趨嚴峻，也有人表示兩人曾為資源分配和經濟革新的問題爭吵，但是最普遍的說法是基里連科的影響力遭到削弱之後，感到不滿，所以才會疏遠勃列日涅夫。
1977年12月，安哥拉人民解放運動（安人運）召開黨代會。對蘇聯來說，這場大會意義重大，因為安人運在這次會議上把馬克思列寧主義列為指導思想。基里連科率領蘇聯代表團出席會議，並認為安哥拉社會主義運動的形勢可以媲美越南。他也和柯西金總理一起，強烈反對蘇聯介入阿富汗事務，認為如今他們遭到反抗只能說是自作自受。他認為蘇聯為阿富汗人民民主黨的領導層「奉獻了一切」，但是反對對方以列寧時期的蘇聯歷史為自己的暴政辯護。
第一世界觀察家曾在1977年估計，基里連科有可能接掌蘇聯最高蘇維埃主席團第一副主席一職，但是他們往往把這個職位看得太重，結果這個職位由76歲的瓦西里·庫茲涅佐夫出任，也就是說，他們的預測完全失準。勃列日涅夫時期進入尾聲時，基里連科的職責逐漸被克格勃主席尤里·安德羅波夫接管，最後安德羅波夫還取代了基里連科在蘇聯領導層的地位。1979年，基里連科失去對國防工業的非正式管理權，由德米特里·烏斯季諾夫的門生帕維爾·菲諾格諾夫取代。雖然西方人在1982年認為，基里連科是接替勃列日涅夫、出任最高領袖的重要人選之一，但是基里連科罹患了動脈硬化症，健康不斷轉差，既無法處理政務，也無法抵禦安德羅波夫的攻擊，到晚年甚至沒辦法提筆寫信。勃列日涅夫舉殯後，基里連科精神衰弱，記不起政治局好幾位重要委員的名字。安德羅波夫當選蘇共總書記後，曾要求基里連科撰寫辭職信，但是他辦不來，結果安德羅波夫免去了基里連科的政治局委員職務，把他逐出執政團隊。不過，即使勃列日涅夫晚一點去世，也沒有辦法扭轉局勢，因為這決定是在安德羅波夫得勢之前下達的，原因是基里連科的兒子試圖投奔英國。

## 晚年生涯、逝世及榮譽
史學家R·賈德森·米切爾（R. Judson Mitchell）認為，和其他下場相似的蘇聯政治人物相比，基里連科失勢的過程還是「比較輕鬆」的。勃列日涅夫死後，先後舉行遺體告別儀式和葬禮，基里連科雖然已經不再參加蘇聯領導層，但是仍然獲准站在勃列日涅夫親屬的旁邊。基里連科最後一次公開露面是在1983年，安德羅波夫也在同年讓他榮休，米切爾相信，他這樣做其實是為了拉攏基里連科的黨羽，也就是獲基里連科引薦，擔任高職的官員。基里連科在莫斯科度過餘生，並於1990年5月12日逝世，安葬於特罗耶库罗夫公墓。他生前獲得的獎項包括兩項社會主義勞動英雄頭銜、7枚列寧勳章、1枚十月革命勳章、1枚二級衛國戰爭勳章，以及捷克斯洛伐克社会主义共和国授予的1枚克莱门特·哥特瓦尔德勋章（1981年9月15日）。

## 個人生活
基里連科已婚，妻子名為伊利沙伯·伊凡諾夫娜·基里連科（Елизавета Ивановна Кириленко，1912年11月20日－1994年1月23日）。兩人育有一子一女：兒子名叫阿納托利·安德烈耶維奇·基里連科（Анатолий Андреевич Кириленко）；女兒名叫瓦蓮京娜·安德烈耶夫娜·基里連科（Валентина Андреевна Кириленко），是一位語文學家，也是科羅廖夫能源火箭航天集團原總設計師尤里·帕夫洛維奇·謝苗諾夫的妻子。

## 備註
1. ↑  當時勃列日涅夫是南方方面军的政治部副主任，只是一名旅級幹部。

## 註腳
1. 1 2  Law 1975，第214頁.
2. 1 2 3 4 5 6 7  Кащеев
3. ↑  Law 1975，第226頁.
4. ↑  Hough 1997，第87頁.
5. ↑  Sandle & Bacon 2002，第13頁.
6. ↑  Law 1975，第227頁.
7. 1 2  Hough 1997，第87–88頁.
8. 1 2  Hough 1997，第84頁.
9. ↑  Laird & Hoffmann 1989，第156頁.
10. ↑  Law 1975，第321頁.
11. ↑  Mitchell 1990，第40頁.
12. ↑  Mitchell 1990，第67頁.
13. 1 2  Mitchell 1990，第58頁.
14. ↑  Light & Royal Institute of International Affairs 1993，第55–56頁.
15. ↑  Westad 2005，第316頁.
16. ↑  Mitchell 1990，第55–56頁.
17. ↑  Hough 1997，第90頁.
18. ↑  Mitchell 1990，第65–66頁.
19. 1 2  Staff writer 1983.
20. ↑  Castells 2010，第48頁.
21. ↑  Brown 2009，第402–403頁.
22. ↑  Roeder 1993，第133頁.
23. 1 2  Mitchell 1990，第75頁.
24. ↑  Archiv KPR 2015.
25. ↑  Спесивцева 2006.
26. ↑  Гамов и Моисеева 2003.